# Lista planetelor minore/3701–3800
Aceasta este Lista planetelor minore/3701–3800; pentru a naviga prin lista completă vezi Lista planetelor minore.
Pentru ale detalii vezi și Proiect:Astronomie sau Portal:Astronomie.
| Nume               | Denumire provizorie | Data descoperirii  | Locul descoperirii     | Descoperitor(i)                                        |
| ------------------ | ------------------- | ------------------ | ---------------------- | ------------------------------------------------------ |
| 3701 Purkyně       | 1985 DW             | 20 februarie 1985  | Kleť                   | A. Mrkos                                               |
| 3702 Trubetskaya   | 1970 NB             | 3 iulie 1970       | Nauchnij⁠(d)            | L. I. Cernîh                                           |
| 3703 Volkonskaya   | 1978 PU3            | 9 august 1978      | Nauchnij               | L. I. Cernîh                                           |
| 3704 Gaoshiqi      | 1981 YX1            | 20 decembrie 1981  | Nanking⁠(d)             | Purple Mountain Observatory⁠(d)                         |
| 3705 Hotellasilla  | 1984 ET1            | 4 martie 1984      | La Silla               | H. Debehogne                                           |
| 3706 Sinnott       | 1984 SE3            | 28 septembrie 1984 | Anderson Mesa          | B. A. Skiff⁠(d)                                         |
| 3707 Schröter      | 1934 CC             | 5 februarie 1934   | Heidelberg             | K. Reinmuth                                            |
| 3708               | 1974 FV1            | 21 martie 1974     | Cerro El Roble⁠(d)      | University of Chile                                    |
| 3709 Polypoites    | 1985 TL3            | 14 octombrie 1985  | Palomar                | C. S. Shoemaker                                        |
| 3710 Bogoslovskij  | 1978 RD6            | 13 septembrie 1978 | Nauchnij⁠(d)            | N. S. Cernîh                                           |
| 3711 Ellensburg    | 1983 QD             | 31 august 1983     | Palomar                | J. Gibson⁠(d)                                           |
| 3712 Kraft         | 1984 YC             | 22 decembrie 1984  | Mount Hamilton⁠(d)      | E. A. Harlan⁠(d), A. R. Klemola⁠(d)                      |
| 3713 Pieters       | 1985 FA2            | 22 martie 1985     | Anderson Mesa          | E. Bowell                                              |
| 3714 Kenrussell    | 1983 TT1            | 12 octombrie 1983  | Anderson Mesa          | E. Bowell                                              |
| 3715 Štohl         | 1980 DS             | 19 februarie 1980  | Kleť                   | A. Mrkos                                               |
| 3716 Petzval       | 1980 TG             | 2 octombrie 1980   | Kleť                   | A. Mrkos                                               |
| 3717 Thorenia      | 1964 CG             | 15 februarie 1964  | Brooklyn⁠(d)            | Indiana University⁠(d)                                  |
| 3718 Dunbar        | 1978 VS10           | 7 noiembrie 1978   | Palomar                | E. F. Helin, S. J. Bus                                 |
| 3719 Karamzin      | 1976 YO1            | 16 decembrie 1976  | Nauchnij⁠(d)            | L. I. Cernîh                                           |
| 3720 Hokkaido      | 1987 UR1            | 28 octombrie 1987  | Kushiro                | S. Ueda⁠(d), H. Kaneda⁠(d)                               |
| 3721 Widorn        | 1982 TU             | 13 octombrie 1982  | Anderson Mesa          | E. Bowell                                              |
| 3722 Urata         | 1927 UE             | 29 octombrie 1927  | Heidelberg             | K. Reinmuth                                            |
| 3723 Voznesenskij  | 1976 GK2            | 1 aprilie 1976     | Nauchnij⁠(d)            | N. S. Cernîh                                           |
| 3724 Annenskij     | 1979 YN8            | 23 decembrie 1979  | Nauchnij               | L. V. Juravliova                                       |
| 3725 Valsecchi     | 1981 EA11           | 1 martie 1981      | Siding Spring          | S. J. Bus                                              |
| 3726 Johnadams     | 1981 LJ             | 4 iunie 1981       | Anderson Mesa          | E. Bowell                                              |
| 3727 Maxhell       | 1981 PQ             | 7 august 1981      | Kleť                   | A. Mrkos                                               |
| 3728 IRAS          | 1983 QF             | 23 august 1983     | IRAS⁠(d)                | IRAS⁠(d)                                                |
| 3729 Yangzhou      | 1983 VP7            | 1 noiembrie 1983   | Nanking⁠(d)             | Purple Mountain Observatory⁠(d)                         |
| 3730 Hurban        | 1983 XM1            | 4 decembrie 1983   | Piszkéstető⁠(d)         | M. Antal⁠(d)                                            |
| 3731 Hancock       | 1984 DH1            | 20 februarie 1984  | Bickley⁠(d)             | Perth Observatory⁠(d)                                   |
| 3732 Vávra         | 1984 SR1            | 27 septembrie 1984 | Kleť                   | Z. Vávrová⁠(d)                                          |
| 3733 Yoshitomo     | 1985 AF             | 15 ianuarie 1985   | Toyota                 | K. Suzuki, T. Urata                                    |
| 3734 Waland        | 9527 P-L            | 17 octombrie 1960  | Palomar                | C. J. van Houten, I. van Houten-Groeneveld, T. Gehrels |
| 3735 Třeboň        | 1983 XS             | 4 decembrie 1983   | Kleť                   | Z. Vávrová⁠(d)                                          |
| 3736 Rokoske       | 1987 SY3            | 26 septembrie 1987 | Anderson Mesa          | E. Bowell                                              |
| 3737 Beckman       | 1983 PA             | 8 august 1983      | Palomar                | E. F. Helin                                            |
| 3738 Ots           | 1977 QA1            | 19 august 1977     | Nauchnij⁠(d)            | N. S. Cernîh                                           |
| 3739 Rem           | 1977 RE2            | 8 septembrie 1977  | Nauchnij               | N. S. Cernîh                                           |
| 3740 Menge         | 1981 EM             | 1 martie 1981      | La Silla               | H. Debehogne, G. DeSanctis⁠(d)                          |
| 3741 Rogerburns    | 1981 EL19           | 2 martie 1981      | Siding Spring          | S. J. Bus                                              |
| 3742 Sunshine      | 1981 EQ27           | 2 martie 1981      | Siding Spring          | S. J. Bus                                              |
| 3743 Pauljaniczek  | 1983 EW             | 10 martie 1983     | Anderson Mesa          | E. Barr                                                |
| 3744 Horn-d'Arturo | 1983 VE             | 5 noiembrie 1983   | Bologna⁠(d)             | Osservatorio San Vittore⁠(d)                            |
| 3745 Petaev        | 1949 SF             | 23 septembrie 1949 | Heidelberg             | K. Reinmuth                                            |
| 3746 Heyuan        | 1964 TC1            | 8 octombrie 1964   | Nanking⁠(d)             | Purple Mountain Observatory⁠(d)                         |
| 3747 Belinskij     | 1975 VY5            | 5 noiembrie 1975   | Nauchnij⁠(d)            | L. I. Cernîh                                           |
| 3748 Tatum         | 1981 JQ             | 3 mai 1981         | Anderson Mesa          | E. Bowell                                              |
| 3749 Balam         | 1982 BG1            | 24 ianuarie 1982   | Anderson Mesa          | E. Bowell                                              |
| 3750 Ilizarov      | 1982 TD1            | 14 octombrie 1982  | Nauchnij⁠(d)            | L. G. Karacikina                                       |
| 3751 Kiang         | 1983 NK             | 10 iulie 1983      | Anderson Mesa          | E. Bowell                                              |
| 3752 Camillo       | 1985 PA             | 15 august 1985     | Caussols               | E. F. Helin, M. A. Barucci⁠(d)                          |
| 3753 Cruithne      | 1986 TO             | 10 octombrie 1986  | Siding Spring          | J. D. Waldron⁠(d)                                       |
| 3754 Kathleen      | 1931 FM             | 16 martie 1931     | Flagstaff⁠(d)           | C. W. Tombaugh                                         |
| 3755 Lecointe      | 1950 SJ             | 19 septembrie 1950 | Uccle⁠(d)               | S. J. Arend⁠(d)                                         |
| 3756 Ruscannon     | 1979 MV6            | 25 iunie 1979      | Siding Spring          | E. F. Helin, S. J. Bus                                 |
| 3757 1982 XB       | 1982 XB             | 14 decembrie 1982  | Palomar                | E. F. Helin                                            |
| 3758 Karttunen     | 1983 WP             | 28 noiembrie 1983  | Anderson Mesa          | E. Bowell                                              |
| 3759 Piironen      | 1984 AP             | 8 ianuarie 1984    | Anderson Mesa          | E. Bowell                                              |
| 3760 Poutanen      | 1984 AQ             | 8 ianuarie 1984    | Anderson Mesa          | E. Bowell                                              |
| 3761 Romanskaya    | 1936 OH             | 25 iulie 1936      | Crimea-Simeis⁠(d)       | G. N. Neuimin                                          |
| 3762 Amaravella    | 1976 QN1            | 26 august 1976     | Nauchnij⁠(d)            | N. S. Cernîh                                           |
| 3763 Qianxuesen    | 1980 TA6            | 14 octombrie 1980  | Nanking⁠(d)             | Purple Mountain Observatory⁠(d)                         |
| 3764 Holmesacourt  | 1980 TL15           | 10 octombrie 1980  | Bickley⁠(d)             | Perth Observatory⁠(d)                                   |
| 3765 Texereau      | 1982 SU1            | 16 septembrie 1982 | Caussols               | K. Tomita⁠(d)                                           |
| 3766 Junepatterson | 1983 BF             | 16 ianuarie 1983   | Anderson Mesa          | E. Bowell                                              |
| 3767 DiMaggio      | 1986 LC             | 3 iunie 1986       | Palomar                | E. F. Helin                                            |
| 3768 Monroe        | 1937 RB             | 5 septembrie 1937  | Johannesburg⁠(d)        | C. Jackson                                             |
| 3769 Arthurmiller  | 1967 UV             | 30 octombrie 1967  | Hamburg-Bergedorf      | L. Kohoutek, A. Kriete⁠(d)                              |
| 3770 Nizami        | 1974 QT1            | 24 august 1974     | Nauchnij⁠(d)            | L. I. Cernîh                                           |
| 3771 Alexejtolstoj | 1974 SB3            | 20 septembrie 1974 | Nauchnij               | L. V. Juravliova                                       |
| 3772 Piaf          | 1982 UR7            | 21 octombrie 1982  | Nauchnij               | L. G. Karacikina                                       |
| 3773 Smithsonian   | 1984 YY             | 23 decembrie 1984  | Harvard Observatory⁠(d) | Oak Ridge Observatory⁠(d)                               |
| 3774 Megumi        | 1987 YC             | 20 decembrie 1987  | Chiyoda⁠(d)             | T. Kojima⁠(d)                                           |
| 3775 Ellenbeth     | 1931 TC4            | 6 octombrie 1931   | Flagstaff⁠(d)           | C. W. Tombaugh                                         |
| 3776 Vartiovuori   | 1938 GG             | 5 aprilie 1938     | Turku                  | H. Alikoski⁠(d)                                         |
| 3777 McCauley      | 1981 JD2            | 5 mai 1981         | Palomar                | C. S. Shoemaker                                        |
| 3778 Regge         | 1984 HK1            | 26 aprilie 1984    | La Silla               | W. Ferreri⁠(d)                                          |
| 3779 Kieffer       | 1985 JV1            | 13 mai 1985        | Palomar                | C. S. Shoemaker                                        |
| 3780 Maury         | 1985 RL             | 14 septembrie 1985 | Anderson Mesa          | E. Bowell                                              |
| 3781 Dufek         | 1986 RG1            | 2 septembrie 1986  | Kleť                   | A. Mrkos                                               |
| 3782 Celle         | 1986 TE             | 3 octombrie 1986   | Brorfelde⁠(d)           | P. Jensen⁠(d)                                           |
| 3783 Morris        | 1986 TW1            | 7 octombrie 1986   | Anderson Mesa          | E. Bowell                                              |
| 3784 Chopin        | 1986 UL1            | 31 octombrie 1986  | Haute Provence         | E. W. Elst                                             |
| 3785 Kitami        | 1986 WM             | 30 noiembrie 1986  | Geisei⁠(d)              | T. Seki                                                |
| 3786 Yamada        | 1988 AE             | 10 ianuarie 1988   | Chiyoda⁠(d)             | T. Kojima⁠(d)                                           |
| 3787 Aivazovskij   | 1977 RG7            | 11 septembrie 1977 | Nauchnij⁠(d)            | N. S. Cernîh                                           |
| 3788 Steyaert      | 1986 QM3            | 29 august 1986     | La Silla               | H. Debehogne                                           |
| 3789 Zhongguo      | 1928 UF             | 25 octombrie 1928  | Williams Bay⁠(d)        | Z. Yùzhé                                               |
| 3790 Raywilson     | 1937 UE             | 26 octombrie 1937  | Heidelberg             | K. Reinmuth                                            |
| 3791 Marci         | 1981 WV1            | 17 noiembrie 1981  | Kleť                   | A. Mrkos                                               |
| 3792 Preston       | 1985 FA             | 22 martie 1985     | Palomar                | C. S. Shoemaker                                        |
| 3793 Leonteus      | 1985 TE3            | 11 octombrie 1985  | Palomar                | C. S. Shoemaker                                        |
| 3794 Sthenelos     | 1985 TF3            | 12 octombrie 1985  | Palomar                | C. S. Shoemaker                                        |
| 3795 Nigel         | 1986 GV1            | 8 aprilie 1986     | Palomar                | E. F. Helin                                            |
| 3796 Lene          | 1986 XJ             | 6 decembrie 1986   | Brorfelde⁠(d)           | P. Jensen⁠(d)                                           |
| 3797 Ching-Sung Yu | 1987 YL             | 22 decembrie 1987  | Harvard Observatory⁠(d) | Oak Ridge Observatory⁠(d)                               |
| 3798 de Jager      | 2402 T-3            | 16 octombrie 1977  | Palomar                | C. J. van Houten, I. van Houten-Groeneveld, T. Gehrels |
| 3799 Novgorod      | 1979 SL9            | 22 septembrie 1979 | Nauchnij⁠(d)            | N. S. Cernîh                                           |
| 3800 Karayusuf     | 1984 AB             | 4 ianuarie 1984    | Palomar                | E. F. Helin                                            |